# 包公街道
包公街道，是中华人民共和国安徽省合肥市包河区下辖的一个乡镇级行政单位。

## 行政区划
包公街道下辖以下地区：
青年社区、宁国新村社区、包河社区、军区社区、炳辉社区、美湖社区、河滨社区、芜湖东路社区、雨花桥社区和航运南村社区。